# ハーバート・ラング
ハーバート・ラング（Herbert Lang、1879年3月24日 - 1957年5月29日）は、ドイツ出身の動物学者。
ドイツのヴュルテンブルクのエーリンゲンに生まれた。子供時代の自然への興味から剥製師の道を歩み、後にチューリッヒ大学の自然史博物館で働く。
1903年、24歳の時アメリカ合衆国へ移住し、アメリカ自然史博物館で働き始める。1906年の最初の探検ではケニヤから178の哺乳類と232の鳥類の標本を持ち帰った。
この成功の後、ラングは博物館のコンゴへの探検を担当し、1914年第一次世界大戦が勃発するまでリーダーを務めた。1919年には博物館の哺乳類学部のアシスタント・キュレーターに就任。
ラングは1925年Rudyerd Boultonを伴って再びアフリカへ行き貴重なジャイアントセーブルアンテロープを含む1200の哺乳類標本を集めた。1935年、彼は親友の未亡人と結婚した。

## 参考資料
1. ↑  http://diglib1.amnh.org/articles/lang_bio/lang_bio1.html